# Edet Belzberg
Edet Belzberg ist eine US-amerikanische Dokumentarfilm-Produzentin, deren Werke mehrfach und international für Filmpreise nominiert waren oder ausgezeichnet wurden. Ihr Film Asphaltkinder in Bukarest war bei der Oscarverleihung 2002 als bester Dokumentarfilm nominiert.

## Biografie
An der University of Colorado Boulder erwarb Belzber 1991 einen Bachelor of Arts und sechs Jahre später einen Master von der School of International and Public Affairs der Columbia University in New York City.
Ihr erstes und bekanntestes Werk  Asphaltkinder in Bukarest finanzierte Edet Belzberg durch Mittel der Open Society Foundations.
Im Abspann dieses Filmes wird die Haltung der Filmemacherin zu der Möglichkeit zur Intervention gegen das Leid der Darsteller thematisiert: 

„The decision not to intervene was one of the biggest personal challenges I faced in making this film, I realized early on that if we were to intervene, it would make a difference for the children only in the very short term, and meanwhile, because the crises were so relentless, the film would not get made.“

„Die Entscheidung nicht einzugreifen war eine der größten persönlichen Herausforderungen, derer ich mich während der Produktion des Films gegenüber sah. Ich stellte früh fest, dass eine Intervention nur einen sehr kurzen Effekt für die Kinder hätte – und unterdessen, weil die Krisen so unerbittlich waren, der Film nicht fertiggestellt werden würde.“

Belzberg wurde 2005 MacArthur Fellow und erhielt 500.000 US-Dollar.

## Werk
- 1997: A Master Violinist
- 2001: Asphaltkinder in Bukarest
- 2005: Gymnast
- 2006: Time Piece
- 2008: The Recruiter
- 2014: Watchers of the Sky

### Auszeichnungen
Gewonnen
Für Asphaltkinder in Bukarest:
- 2001: „Spezial Jury Prize“ des Sundance Film Festivals
- 2001: „Documentary Achievment Award“ der Gotham Awards
- 2001: „IDA Award“ der International Documentary Association
- 2002: „Vaclav Havel Special Award“ des Prague One World Film Festivals

Für Watchers of the Sky:
- 2014: „In spirit for Freedom Award“ des Jerusalem Film Festivals

Nominiert (Auswahl)
Für Asphaltkinder in Bukarest:
- 2002: bester Dokumentarfilm der 74. Oscarverleihung

Für The Recruiter:
- 2008: „Grand Jury Prize“ des Sundance Film Festivals